# ثورة الكومونيروس
كانت ثورة الكومونيروس (بالإسبانية: Guerra de las Comunidades de Castilla) انتفاضة قام بها مواطنو قشتالة ضد حكم كارلوس الأول وإدارته بين 1520 و1521. سيطر الثوار على قلب قشتالة، وحكموا مدن بلد الوليد وتورديسيلاس وطليطلة.
حدثت الثورة في أعقاب عدم الاستقرار السياسي في مملكة قشتالة بعد وفاة الملكة إيزابيلا الأولى عام 1504. وتولت خوانا ابنة إيزابيلا العرش. بسبب عدم الاستقرار العقلي المزعوم لخوانا، حكم النبلاء قشتالة وكان والدها الملك فرناندو الثاني ملك أراغون وصيًا على العرش. بعد وفاة فرناندو عام 1516، أُعلن ابن خوانا كارلوس البالغ من العمر ستة عشر عامًا ملكًا على قشتالة وأراغون. نشأ كارلوس في هولندا مع القليل من المعرفة بالقشتالية. وصل إلى إسبانيا في أكتوبر 1517 برفقة حاشية كبيرة من النبلاء ورجال الدين الفلمنكيين. أدت هذه العوامل إلى انعدام الثقة بين الملك الجديد والنخب الاجتماعية القشتالية، الذين يمكن أن يروا تهديدًا لسلطتهم ومكانتهم.
في عام 1519، انتخب كارلوس إمبراطورًا رومانيًا مقدسًا. غادر إلى ألمانيا في عام 1520، تاركًا الكاردينال الهولندي أدريان من أوتريخت ليحكم قشتالة في غيابه. سرعان ما اندلعت سلسلة من أعمال الشغب المناهضة للحكومة في المدن، واستولت مجالس المدن المحلية على السلطة. اختار المتمردون والدة كارلوس -الملكة خوانا- كحاكم بديل، على أمل أن يتمكنوا من السيطرة على جنونها. اتخذت حركة التمرد بعدًا جذريًا مناهضًا للإقطاع، حيث دعمت تمردات الفلاحين ضد نبلاء الأرض. في 23 أبريل 1521، بعد ما يقرب من عام من التمرد، وجه المؤيدون المعاد تنظيمهم للإمبراطور ضربة قاصمة للكومونيرز في معركة فيلالار. في اليوم التالي، قطع رأس قادة المتمردين خوان لوبيز دي باديلا، وخوان برافو، وفرانسيسكو مالدونادو. جيش الكومونيروس تفكك. حافظت مدينة توليدو فقط على التمرد الذي قادته ماريا باتشيكو على قيد الحياة، حتى استسلامها في أكتوبر 1521.
إن طابع الثورة هو موضوع نقاش تأريخي. وفقًا لبعض العلماء، كانت الثورة من أوائل الثورات الحديثة، ولا سيما بسبب المشاعر المناهضة للنبلاء ضد الظلم الاجتماعي وأساسها على مُثُل الديمقراطية والحرية. يعتبره آخرون تمردًا نموذجيًا ضد الضرائب المرتفعة والسيطرة الأجنبية المتصورة. منذ القرن التاسع عشر فصاعدًا، أصبحت الثورة أسطورة من قبل العديد من الإسبان، الليبراليين عمومًا الذين استلهموا منها الإلهام السياسي. تبنى المثقفون المحافظون تقليديًا مواقف أكثر موالية للإمبراطورية تجاه الثورة، وكانوا ينتقدون كل من دوافع وحكومة الكومونيروس. مع نهاية ديكتاتورية فرانكو وتأسيس مجتمع الحكم الذاتي في قشتالة وليون، نما الاحتفال الإيجابي بذكرى الكومونيدادس. يتم الآن الاحتفال بيوم 23 أبريل بيوم قشتالة وليون، وغالبًا ما يشار إلى الحادثة في القومية القشتالية.

## بداية الثورة
كان السخط يتخمر منذ سنوات قبل ثورة الكومونيروس. شهد النصف الثاني من القرن الخامس عشر تغيرات سياسية واقتصادية واجتماعية عميقة في إسبانيا. خلق النمو الاقتصادي صناعات حضرية جديدة ووفر طريقًا للسلطة والثروة غير مرتبط بالطبقة الأرستقراطية. كان الدعم من هذه النخب الحضرية أمرًا بالغ الأهمية لمركزية فرناندو وإيزابيلا للسلطة، وكانوا بمثابة ثقل موازن للطبقة الأرستقراطية ورجال الدين.
ومع ذلك، مع وفاة إيزابيلا الأولى وانضمام خوانا في عام 1504، تعثر هذا التحالف بين الحكومة الوطنية والطبقة الوسطى الناشئة. تدهورت الحكومة القشتالية مع كل إدارة متعاقبة، وأصبحت مليئة بالفساد. حكم زوج خوانا، فيليب الأول، لفترة وجيزة؛ واستبدل برئيس الأساقفة سيسنيروس كوصي على العرش لفترة قصيرة، ثم فرناندو أرمل إيزابيلا الذي حكم من أراغون. كان ادعاء فرناندو بمواصلة حكم قشتالة بصفته وصيًا ضعيفًا إلى حد ما بعد وفاة إيزابيلا، ولكن لم تكن هناك بدائل معقولة إذ لم تكن ابنتهما الأرملة خوانا ذات السيادة غير مؤهلة عقليًا للحكم بمفردها. استفاد نبلاء قشتالة من ضعف وفاسد المجلس الملكي لتوسيع أراضيهم ونطاقهم بشكل غير قانوني مع الجيوش الخاصة بينما لم تفعل الحكومة شيئًا. ردًا على ذلك، وقعت المدن على اتفاقيات دفاع مشترك، تعتمد على بعضها البعض بدلًا من الحكومة الوطنية.
كانت ميزانيات كل من قشتالة وأراغون في حالة سيئة لبعض الوقت. كانت الحكومة قد طردت اليهود عام 1492 ومسلمي غرناطة عام 1502، وهي خطوات قوضت التجارة والأعمال المربحة. أُجبر فرناندو وإيزابيلا على اقتراض المال لدفع رواتب القوات أثناء الاسترداد وبعده، ولم تزد الالتزامات العسكرية الإسبانية إلا منذ ذلك الحين. كان هناك حاجة لعدد كبير من القوات للحفاظ على الاستقرار في غرناطة المحتلة مؤخرًا، مهددة من قبل تمرد من المغاربة الذين تعرضوا لسوء المعاملة (المسلمون السابقون الذين تحولوا إلى المسيحية) والغارات البحرية المتكررة من الدول الإسلامية على طول البحر الأبيض المتوسط. بالإضافة إلى ذلك، غزا فرناندو واحتل الجزء الأيبيري من نافارا في عام 1512، وكان مطلوبًا من القوات أن تحصنه ضد ثورات نافارا والجيوش الفرنسية. لم يتبق سوى القليل من المال لدفع تكاليف الجيش الملكي في قشتالة، ناهيك عن خدمة الديون الخارجية. أدى الفساد في الحكومة منذ وفاة إيزابيلا إلى تفاقم النقص في الميزانية.

### خلافة كارلوس
في عام 1516، توفي فرناندو. وكان الوريث المتبقي هو كارلوس، حفيد فرناندو وإيزابيلا، الذي أصبح الملك كارلوس الأول لكل من قشتالة وأراغون في شراكة مع والدته خوانا. نشأ كارلوس في الفلاندرز، موطن والده فيليب، وبالكاد يعرف القشتالية. استقبله الناس بالتشكيك، لكنهم كانوا يأملون في أن يعيد الاستقرار إليه. مع وصول الملك الجديد في أواخر عام 1517، تولى بلاطه الفلمنكي مناصب السلطة في قشتالة. لم يثق كارلوس الشاب إلا في الأشخاص الذين يعرفهم من هولندا. وكان من بين أكثرها فضيحة تعيين ويليام دي كروي البالغ من العمر عشرين عامًا رئيس أساقفة طليطلة. كان رئيس الأساقفة مركزًا مهمًا؛ وقد احتفظ بها رئيس الأساقفة سيسنيروس، الوصي السابق للبلاد. بعد ستة أشهر من حكمه، ساد الاستياء علانية بين الأغنياء والفقراء على حد سواء. حتى أن بعض الرهبان بدأوا في التحريض، مستنكرين ثراء البلاط الملكي والفلمنكيين والنبلاء في خطبهم. تضمنت إحدى أولى الاحتجاجات العامة لافتات نُشرت في الكنائس نصها:
أنت يا أرض قشتالة، أيتها البائسة والملعونة للغاية، ستعاني من أن مملكة نبيلة مثلك، سوف يحكمها أولئك الذين لا يحبونك.
مع تزايد الاضطرابات، توفي جد كارلوس من الأب الإمبراطور الروماني المقدس ماكسيميليان الأول في عام 1519. وكان لا بد من إجراء انتخابات جديدة لاختيار الإمبراطور التالي. قام كارلوس بحملة عدوانية من أجل المنصب، وتسابق مع الملك فرانسوا الأول ملك فرنسا إلى رشوة معظم الأمراء الناخبين. فاز كارلوس الأول في الانتخابات، وأصبح الإمبراطور كارلوس الخامس وعزز سلطة آل هابسبورغ. استعد للتوجه إلى ألمانيا للاستيلاء على مناطقه الجديدة في الإمبراطورية الرومانية المقدسة.